# Memento Mori World Tour
Memento Mori World Tour a fost un turneu mondial susținut de formația britanică Depeche Mode cu scopul de a promova cel de al XXV-lea album de studio, Memento Mori.
Turneul a fost anunțat la o conferință de presă la Berlin pe 4 octombrie 2022, prevăzând inițial 42 de date, dar datorită cererii mari, au fost rapid adăugate noi concerte. Pe 16 februarie 2023, au fost anunțate douăzeci și nouă de date suplimentare pentru o a treia serie în America de Nord în ultimul trimestru al anului. Pe 10 iulie au fost anunțate douăzeci și nouă de date pentru etapa a patra, care a readus trupa în Europa. Ulterior au fost anunțate noi date pentru Berlin, Köln și Londra datorită cererii mari.
Este singurul turneu pe care DM l-a făcut în duet, după moartea membrului fondator Andrew Fletcher în 2022, înainte de lansarea albumului.
În timpul turneului, Depeche Mode a cântat în cvartet, așa cum nu o mai făcuse din 1994.

## Membrii trupei pe scenă
- David Gahan – vocalist.
- Martin Gore - al doilea vocalist, chitară, sintetizator și voce a doua.
- Christian Eigner – baterie și sintetizator.
- Peter Gordeno – sintetizator, pian, bas electric și suport vocal.

## Lista melodiilor
1. Intro Instrumental
2. My Cosmos Is Mine
3. Wagging Tongue
4. Walking in My Shoes
5. It's No Good
6. - Sister of Night
  - Policy of Truth
7. In Your Room (Zephyr Mix)
8. Everything Counts
9. Precious
10. - Speak to Me
  - My Favourite Stranger
  - Before We Drown
11. - A Question of Lust
  - Home
12. - Soul with Me
  - Shake the Disease
  - Strangelove
  - But Not Tonight
  - Dressed in Black
  - Heaven
  - Somebody
13. Ghosts Again
14. I Feel You
15. A Pain That I'm Used To (Jacques Lu Cont Remix)
16. - World in My Eyes
  - Behind the Wheel
17. - Wrong
  - Black Celebration
18. Stripped
19. John the Revelator
20. Enjoy the Silence
Encore
21. - Waiting for the Night
  - Condemnation (acustic)
22. Just Can't Get Enough
23. Never Let Me Down Again
24. Personal Jesus

## Concerte

### Partea întâi: America de Nord
| Data            | Țara                       | Oraș        | Arena                 |
| 23 martie 2023  | Statele Unite ale Americii | Sacramento  | Golden 1 Center       |
| 25 martie 2023  | Statele Unite ale Americii | San José    | SAP Center            |
| 28 martie 2023  | Statele Unite ale Americii | Inglewood   | The Forum             |
| 30 martie 2023  | Statele Unite ale Americii | Las Vegas   | T-Mobile Arena        |
| 2 aprilie 2023  | Statele Unite ale Americii | San Antonio | AT&T Center           |
| 5 aprilie 2023  | Statele Unite ale Americii | Chicago     | United Center         |
| 7 aprilie 2023  | Canada                     | Toronto     | Scotiabank Arena      |
| 9 aprilie 2023  | Canada                     | Quebec      | Videotron Center      |
| 12 aprilie 2023 | Canada                     | Montreal    | Bell Centre           |
| 14 aprilie 2023 | Statele Unite ale Americii | New York    | Madison Square Garden |

### Partea a doua: Europa
| Data           | Țara          | Oraș              | Arena                     |
| 16 mai 2023    | Țările de Jos | Amsterdam         | Ziggo Dome                |
| 18 mai 2023    | Țările de Jos | Amsterdam         | Ziggo Dome                |
| 20 mai 2023    | Belgia        | Anvers            | Sportpaleis               |
| 23 mai 2023    | Suedia        | Stockholm         | Friends Arena             |
| 26 mai 2023    | Germania      | Leipzig           | Festwiese                 |
| 28 mai 2023    | Slovacia      | Bratislava        | Národný Futbalový Stadión |
| 31 mai 2023    | Franța        | Lyon              | Groupama Stadium          |
| 2 iunie 2023   | Spania        | Barcelona         | Parque del Fórum          |
| 4 iunie 2023   | Germania      | Düsseldorf        | Merkur Spiel-Arena        |
| 6 iunie 2023   | Germania      | Düsseldorf        | Merkur Spiel-Arena        |
| 9 iunie 2023   | Spania        | Arganda del Rey   | Ciudad del Rock           |
| 11 iunie 2023  | Elveția       | Berna             | Stadion Wankdorf          |
| 14 iunie 2023  | Irlanda       | Dublin            | Malahide Castle           |
| 17 iunie 2023  | Regatul Unit  | Londra            | Twickenham Stadium        |
| 20 iunie 2023  | Germania      | München           | Olympiastadion            |
| 22 iunie 2023  | Franța        | Lille             | Stade Pierre-Mauroy       |
| 24 iunie 2023  | Franța        | Paris             | Stade de France           |
| 27 iunie 2023  | Danemarca     | Copenhaga         | Parken Stadion            |
| 29 iunie 2023  | Germania      | Frankfurt pe Main | Deutsche Bank Park        |
| 1 iulie 2023   | Germania      | Frankfurt pe Main | Deutsche Bank Park        |
| 4 iulie 2023   | Franța        | Bordeaux          | Stade Matmut Atlantique   |
| 7 iulie 2023   | Germania      | Berlin            | Olympiastadion            |
| 9 iulie 2023   | Germania      | Berlin            | Olympiastadion            |
| 12 iulie 2023  | Italia        | Roma              | Stadio Olimpico           |
| 14 iulie 2023  | Italia        | Milano            | Stadio San Siro           |
| 16 iulie 2023  | Italia        | Bologna           | Stadio Renato Dall'Ara    |
| 21 iulie 2023  | Austria       | Klagenfurt        | Wörthersee Stadion        |
| 23 iulie 2023  | Croația       | Zagreb            | Arena Zagreb              |
| 26 iulie 2023  | România       | București         | Arena Națională           |
| 28 iulie 2023  | Ungaria       | Budapesta         | Puskás Aréna              |
| 30 iulie 2023  | Cehia         | Praga             | Letnany Airport           |
| 2 august 2023  | Polonia       | Varsovia          | PGE Narodowy              |
| 4 august 2023  | Polonia       | Cracovia          | Tauron Arena              |
| 6 august 2023  | Estonia       | Tallin            | Tallinna Lauluväljak      |
| 11 august 2023 | Norvegia      | Oslo              | Telenor Arena             |

### Partea a treia: America de Nord
| Data               | Țara                       | Oraș             | Arena                      |
| 21 septembrie 2023 | Mexic                      | Ciudad de México | Foro Sol                   |
| 23 septembrie 2023 | Mexic                      | Ciudad de México | Foro Sol                   |
| 25 septembrie 2023 | Mexic                      | Ciudad de México | Foro Sol                   |
| 29 septembrie 2023 | Statele Unite ale Americii | Austin           | Moody Center               |
| 1 octombrie 2023   | Statele Unite ale Americii | Dallas           | American Airlines Center   |
| 4 octombrie 2023   | Statele Unite ale Americii | Houston          | Toyota Center              |
| 7 octombrie 2023   | Statele Unite ale Americii | New Orleans      | Smoothie King Center       |
| 10 octombrie 2023  | Statele Unite ale Americii | Orlando          | Amway Center               |
| 12 octombrie 2023  | Statele Unite ale Americii | Miami            | Miami Dade Arena           |
| 15 octombrie 2023  | Statele Unite ale Americii | Atlanta          | State Farm Arena           |
| 19 octombrie 2023  | Statele Unite ale Americii | Nashville        | Bridgestone Arena          |
| 21 octombrie 2023  | Statele Unite ale Americii | Brooklyn         | Barclays Center            |
| 23 octombrie 2023  | Statele Unite ale Americii | Washington DC    | Capital One Arena          |
| 25 octombrie 2023  | Statele Unite ale Americii | Philadelphia     | Wells Fargo Center         |
| 28 octombrie 2023  | Statele Unite ale Americii | New York         | Madison Square Garden      |
| 31 octombrie 2023  | Statele Unite ale Americii | Boston           | TD Garden                  |
| 3 noiembrie 2023   | Canada                     | Montreal         | Centre Bell                |
| 5 noiembrie 2023   | Canada                     | Toronto          | Scotiabank Arena           |
| 8 noiembrie 2023   | Statele Unite ale Americii | Detroit          | Little Caesars Arena       |
| 10 noiembrie 2023  | Statele Unite ale Americii | Cleveland        | Rocket Mortgage FieldHouse |
| 13 noiembrie 2023  | Statele Unite ale Americii | Chicago          | United Center              |
| 16 noiembrie 2023  | Statele Unite ale Americii | Denver           | Ball Arena                 |
| 18 noiembrie 2023  | Statele Unite ale Americii | Salt Lake City   | Vivint Smart Homes Arena   |
| 21 noiembrie 2023  | Canada                     | Edmonton         | Rogers Place               |
| 24 noiembrie 2023  | Canada                     | Vancouver        | Rogers Arena               |
| 26 noiembrie 2023  | Statele Unite ale Americii | Seattle          | Climate Pledge Arena       |
| 28 noiembrie 2023  | Statele Unite ale Americii | Portland         | Moda Center                |
| 1 decembrie 2023   | Statele Unite ale Americii | Las Vegas        | T-Mobile Arena             |
| 3 decembrie 2023   | Statele Unite ale Americii | San Francisco    | Chase Center               |
| 6 decembrie 2023   | Statele Unite ale Americii | San Diego        | Pechanga Arena             |
| 8 decembrie 2023   | Statele Unite ale Americii | San Diego        | Pechanga Arena             |
| 10 decembrie 2023  | Statele Unite ale Americii | Inglewood        | The Forum                  |
| 12 decembrie 2023  | Statele Unite ale Americii | Inglewood        | The Forum                  |
| 15 decembrie 2023  | Statele Unite ale Americii | Los Angeles      | Crypto.com Arena           |
| 17 decembrie 2023  | Statele Unite ale Americii | Los Angeles      | Crypto.com Arena           |

### Partea a patra: Europa
| Data              | Țara          | Oraș       | Arena               |
| 22 ianuarie 2024  | Regatul Unit  | Londra     | The O2 Arena        |
| 24 ianuarie 2024  | Regatul Unit  | Birmingham | Utilita Arena       |
| 27 ianuarie 2024  | Regatul Unit  | Londra     | The O2 Arena        |
| 29 ianuarie 2024  | Regatul Unit  | Manchester | AO Arena            |
| 31 ianuarie 2024  | Regatul Unit  | Glasgow    | OVO Hydro           |
| 3 februarie 2024  | Irlanda       | Dublin     | 3Arena              |
| 6 februarie 2024  | Belgia        | Anvers     | Sportpaleis         |
| 8 februarie 2024  | Țările de Jos | Amsterdam  | Ziggo Dome          |
| 10 februarie 2024 | Danemarca     | Copenhaga  | Royal Arena         |
| 13 februarie 2024 | Germania      | Berlin     | Mercedes-Benz Arena |
| 15 februarie 2024 | Germania      | Berlin     | Mercedes-Benz Arena |
| 17 februarie 2024 | Germania      | Hamburg    | Barclays Arena      |
| 20 februarie 2024 | Germania      | Berlin     | Mercedes-Benz Arena |
| 22 februarie 2024 | Cehia         | Praga      | O2 Arena            |
| 24 februarie 2024 | Cehia         | Praga      | O2 Arena            |
| 27 februarie 2024 | Polonia       | Lodz       | Atlas Arena         |
| 29 februarie 2024 | Polonia       | Lodz       | Atlas Arena         |
| 3 martie 2024     | Franța        | Paris      | Accor Arena         |
| 5 martie 2024     | Franța        | Paris      | Accor Arena         |
| 7 martie 2024     | Germania      | Munchen    | Olympiahalle        |
| 12 martie 2024    | Spania        | Madrid     | Wizink Center       |
| 14 martie 2024    | Spania        | Madrid     | Wizink Center       |
| 16 martie 2024    | Spania        | Barcelona  | Palau Sant Jordi    |
| 19 martie 2024    | Portugalia    | Lisabona   | Altice Arena        |
| 21 martie 2024    | Spania        | Baracaldo  | BEC                 |
| 23 martie 2024    | Italia        | Torino     | Pala Alpitour       |
| 26 martie 2024    | Ungaria       | Budapesta  | MVM Dome            |
| 28 martie 2024    | Italia        | Milano     | Mediolanum Forum    |
| 30 martie 2024    | Italia        | Milano     | Mediolanum Forum    |
| 3 aprilie 2024    | Germania      | Koln       | Lanxess Arena       |
| 5 aprilie 2024    | Germania      | Koln       | Lanxess Arena       |
| 8 aprilie 2024    | Germania      | Koln       | Lanxess Arena       |

### Concerte anulate
| Data          | Țara     | Oraș     | Motiv                        |
| 8 august 2023 | Finlanda | Helsinki | Condiții meteo nefavorabile. |